# Carolina Thunderbirds
Carolina Thunderbirds byl profesionální americký klub ledního hokeje, který sídlil ve Winston-Salemu ve státě Severní Karolína. V letech 1988–1992 působil v profesionální soutěži East Coast Hockey League. Před vstupem do ECHL působil v Atlantic Coast Hockey League a All-American Hockey League. Thunderbirds ve své poslední sezóně v ECHL skončily v osmifinále play-off. Své domácí zápasy odehrával v hale Winston-Salem Fairgrounds Annex s kapacitou 4 000 diváků. Klubové barvy byly černá, červená, bílá a zlatá.
Zanikl v roce 1992 přestěhováním do Wheelingu, kde byl založen tým Wheeling Thunderbirds.

## Historické názvy
Zdroj: 
- 1981 – Winston-Salem Thunderbirds
- 1982 – Carolina Thunderbirds
- 1989 – Winston-Salem Thunderbirds

## Úspěchy
- Vítěz ACHL ( 3× )
  - 1982/83, 1984/85, 1985/86
- Vítěz AAHL ( 1× )
  - 1987/88
- Vítěz ECHL ( 1× )
  - 1988/89

## Přehled ligové účasti
Zdroj: 
- 1981–1987: Atlantic Coast Hockey League
- 1987–1988: All-American Hockey League
- 1988–1990: East Coast Hockey League
- 1990–1991: East Coast Hockey League (Západní divize)
- 1991–1992: East Coast Hockey League (Východní divize)